# 恒春石斑木
恆春石斑木（學名：Rhaphiolepis indica var. hiiranensis）為薔薇科石斑木屬石斑木下的一個變種。